# Gouden Poëziemedaille
De Gouden Poëziemedaille is een literaire prijs die sinds 2014 tweejaarlijks wordt uitgereikt door Poëziecentrum en CANON Cultuurcel. De prijs bekroont de beste kinderpoëziebundel die in de voorafgaande twee jaar is verschenen in Vlaanderen of Nederland. Naast de Gouden Poëziemedaille worden in het kader van deze prijsuitreiking ook de Poëziesterren toegekend aan individuele gedichten uit de genomineerde bundels.

## Procedure
De bekroonde bundel wordt geselecteerd door een vakjury en moet oorspronkelijk Nederlandstalig zijn, uitgegeven zijn door een erkende reguliere uitgeverij en gericht zijn op een jong publiek van 3 tot 12 jaar. Bloemlezingen, vertalingen en verzamelbundels zijn uitgesloten van deelname.
De Poëziesterren worden toegekend aan afzonderlijke gedichten uit de genomineerde bundels en vormen een aanvulling op de Gouden Poëziemedaille. Deze sterren worden uitgereikt op basis van een stemcampagne in het kleuter- en basisonderwijs. Leerlingen kiezen hun favoriete gedicht binnen hun leeftijdscategorie. De campagne beoogt poëziebeleving in de klas te stimuleren en jonge lezers op een actieve en toegankelijke manier in contact te brengen met hedendaagse kinderpoëzie.

## Gelauwerden Gouden Poëziemedaille
- 2014: Edward van de Vendel - Ik juich voor jou (Querido, 2013)
- 2016: Bette Westera - Doodgewoon (Gottmer, 2015)
- 2018: Bette Westera - Was de aarde vroeger plat (Gottmer, 2017)[2]
- 2020: Edward van de Vendel - Wat je moet doen als je over een nijlpaard struikelt (Querido, 2019)[3]
- 2022: Rian Visser - Alle wensen van de wereld (Leopold, 2021)
- 2024: Edward van de Vendel - Gelukkig en blij (Querido, 2023)